# NCDMACB1
NCDMACB1 è una District Management Area della municipalità distrettuale di Namakwa
Il suo territorio  si estende su una superficie di 10.698 km²; la sua popolazione, in base al censimento del 2001, è di 8.483 abitanti.
Questa DMA è nota anche con il nome di Kalahari ed è nominata anche con il codice NCDMA45.

## Città principali
- Blackrock
- Hotazel
- Kalahar
- Van Zylsrus

## Fiumi
- Dooimansholte
- Ga-Mogara
- Molopo
- Vlermuisleegte
- Witleegte